# Autobús urbà de Girona
L'autobús urbà de Girona és una xarxa d'autobusos que dona servei als diferents barris i sectors de Girona i als municipis adjacents de Salt, Sarrià de Ter, Sant Julià de Ramis, Fornells de la Selva, Vilablareix i Aiguaviva.
Actualment, la xarxa disposa de 13 línies gestionades per dos operadors diferents (TMG i TMG-TEISA), amb tarifes integrades dintre el sistema tarifari de la Zona 1 de l'ATM de l'Àrea de Girona.

## Línies d'Autobusos
Actualment, els autobusos urbans de Girona disposen de 13 línies que connecten diferents punts de Girona entre si i altres municipis.
| Línia | Línia                                                                                           | Ciutats proveïdes                            |
| ----- | ----------------------------------------------------------------------------------------------- | -------------------------------------------- |
| L1    | Montjuïc - Ramon Folch (Jutjats) - Avellaneda                                                   | Girona                                       |
| L2    | Hospital Josep Trueta - Estació d'Autobusos / RENFE - Avellaneda                                | Girona                                       |
| L3    | Girona (Plaça Marquès de Camps) - Salt (per Carrer Major)                                       | Girona - Salt                                |
| L4    | Girona (Plaça Marquès de Camps) - Salt (per Espai Gironès)                                      | Girona - Salt                                |
| L5    | Germans Sàbat - Ramon Folch (Jutjats) - Sant Narcís - Vilablareix - Aiguaviva                   | Girona - Vilablareix - Aiguaviva             |
| L6    | Sant Julià de Ramis - Sarrià de Ter - Hospital Josep Trueta - Ramon Folch (Jutjats) - Vila-Roja | Girona - Sarrià de Ter - Sant Julià de Ramis |
| L7    | Torre Gironella - Marquès de Camps - Can Gibert del Pla                                         | Girona                                       |
| L8    | Estació d'Autobusos / RENFE - Parc Tecnològic - UdG Montilivi                                   | Girona                                       |
| L9    | Girona (UdG Montilivi) - Salt (per Emili Grahit)                                                | Girona - Salt                                |
| L10   | Estació d'Autobusos / RENFE - Fornells de la Selva                                              | Girona - Fornells de la Selva                |
| L11   | CAP Güell - CAP Santa Clara - CAP Montilivi - UdG Montilivi - Sant Daniel                       | Girona                                       |
| L12   | Ramon Folch (Jutjats) - Barri Vell - Sant Daniel - Puig d'en Roca                               | Girona                                       |
| L16   | Sant Julià de Ramis - Sarrià de Ter - Pont Major - Ramon Folch (Jutjats)                        | Girona - Sarrià de Ter - Sant Julià de Ramis |

A part de les 13 línies diürnes, en ocasions especials la ciutat disposa d'altres línies. En el cas de les Fires de Sant Narcís, l'Ajuntament a través de TMG posa en funcionament tres línies nocturnes que circulen pels voltants de les fires. La primera ruta (Montjuïc - Ramon Folch) té una freqüència de 60 minuts i segueix les parades de l'L1. La segona ruta, (Carrer de Barcelona - Ramon Folch) que té una freqüència de 30 minuts segueix una ruta completament diferent de qualsevol de les altres mentre que la tercera ruta (Germans Sàbat - Ramon Folch) amb una freqüència de 60 minuts, segueix les parades de l'L5.
A banda de les Fires de Sant Narcís, quan el Girona juga a casa, s'inicia un servei amb freqüència de 10 minuts que s'inicia a Ramon Folch (Jutjats), segueix la ruta de l'L2 fins a l'aparcament dissuasiu de Mas Gri seguint pel Carrer Reggio Emilia fins a l'aparcament dissuasiu al pavelló de Palau finalitzant a la rotonda de Montilivi. La ruta és la mateixa per ambdós sentits.
Anteriorment, fins al 2010, existia una línia nocturna NIT BUS Auditori oferta per TMG SAU com a servei especial per als dies d'espectacle a l'Auditori de Girona i al Palau de Congressos. El trajecte iniciava a l'Auditori i seguia per la Plaça Santa Eugènia, l'avinguda Sant Narcís amb Parc C. Ermessenda, el carrer Migdia, l'avinguda Lluís Pericot, el carrer Emili Grahit, la Plaça Miquel Santaló i finalitzava a l'avinguda Ramon Folch.

## Operadors

### Transports Municipals del Gironès SAU

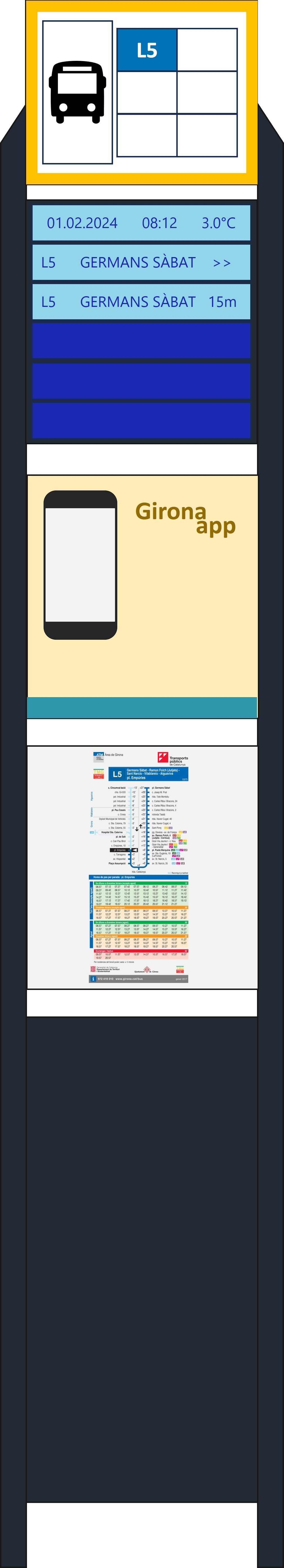
Exemple d'una parada simple de l'autobús urbà a Girona. En aquest cas la parada de l'L5 a Plaça Empúries en el sentit Germans Sàbat.

Transports Municipals del Gironès (TMG) opera 8 de les 13 línies de la ciutat de Girona. Totes les línies estan adaptades a persones amb mobilitat reduïda i disposen d'informació mitjançant un panell LED dins dels autobusos com la data i hora, properes parades i correspondències amb altres línies. També, des del gener del 2011 de forma gradual les parades de les diferents línies estaven equipades amb pantalles informatives amb la data i hora, temperatura i temps d'espera fins a l'arribada dels pròxims autobusos. A part de les pantalles informatives hi ha un plànol general de totes les línies i plànols petits de cada línia que passa per cada parada amb horaris inclosos.
| Línia | Anada | Tornada |
| ----- | --- | --- |
| L1    | Avellaneda > Migdia > Ramon Folch (Jutjats) > Montjuïc                                                                    | Montjuïc > Ramon Folch (Jutjats) > Pg. General Mendoza / Mercat > Avellaneda                                                                         |
| L2    | Avellaneda > Estació d'Autobusos/RENFE > Ramon Folch (Jutjats) > Hospital Josep Trueta                                    | Hospital Josep Trueta > Ramon Folch (Jutjats) > Estació d'Autobusos/RENFE > Avellaneda                                                               |
| L5    | Aiguaviva > Vilablareix > Plaça de Salt > Plaça Assumpció > Ramon Folch (Jutjats) > Hospital Josep Trueta > Germans Sàbat | Germans Sàbat > Ramon Folch (Jutjats) > Plaça Marquès de Camps > Plaça Assumpció > Plaça de Salt > Hospital Santa Caterina / Vilablareix / Aiguaviva |
| L7    | Can Gibert del Pla > Plaça Poeta Marquina > Plaça Catalunya > UdG Les Àligues > Torre Gironella                           | Torre Gironella > UdG Les Àligues > Plaça Catalunya > Plaça Marquès de Camps > Can Gibert del Pla                                                    |
| L8    | Estació d'Autobusos / RENFE > UdG Centre > Parc Tecnològic > UdG Montilivi                                                | UdG Montilivi > Parc Tecnològic > UdG Centre > Estació d'Autobusos/RENFE                                                                             |
| L10   | Estació d'Autobusos / RENFE > Col·legi Migdia > Fornells de la Selva                                                      | Fornells de la Selva > Col·legi Migdia > Estació d'Autobusos/RENFE                                                                                   |
| L11   | CAP Güell > Ramon Folch (Jutjats) > Plaça Pompeu Fabra > UdG Centre > CAP Montilivi > UdG Montilivi                       | UdG Montilivi > CAP Montilivi > UdG Centre > Plaça Pompeu Fabra > Ramon Folch (Jutjats) > CAP Güell                                                  |
| L12   | Ramon Folch (Jutjats) > Plaça del Vi (Ajuntament) > Sant Daniel > Ramon Folch (Jutjats)                                   | Ramon Folch (Jutjats) > Hospital Josep Trueta > Puig d'en Roca > Ramon Folch (Jutjats)                                                               |

### Transports Elèctrics Interurbans SA
Transports Elèctrics Interurbans SA (TEISA) opera les 5 línies restants de les 13 totals de la ciutat de Girona. Totes les línies estan adaptades per a persones amb mobilitat reduïda i disposen d'informació mitjançant una pantalla dins dels autobusos com la data, hora i temperatura, properes parades, correspondències i recorregut restant del trajecte. De les parades de les línies que transcorren pel terme municipal de Girona una gran part estan equipades amb pantalles informatives amb la data i hora, temperatura i temps d'espera fins a l'arribada dels pròxims autobusos amb un plànol general de les línies i plànols petits de cada línia que passa per cada parada amb els horaris inclosos. Per una altra banda, les parades que estan al terme municipal de Salt, cap d'elles disposa de pantalles informatives, disposant únicament d'horaris específics de les línies que transcorren per cada parada.
| Línia | Anada | Tornada |
| ----- | --- | --- |
| L3    | Salt (per Carrer Major) > Santa Eugènia > Girona (Plaça Marquès de Camps)                                                           | Girona (Plaça Marquès de Camps) > Santa Eugènia > Salt (per Carrer Major)                                              |
| L4    | Salt (per Espai Gironès) > Hospital Santa Caterina > Passeig d'Olot amb Plaça Europa > Girona (Plaça Marquès de Camps)              | Girona (Plaça Marquès de Camps) > Passeig d'Olot amb Plaça Europa > Hospital Santa Caterina > Salt (per Espai Gironès) |
| L6    | Sant Julià > Sarrià > Pont Major > Institut Narcís Xifra > Ramon Folch (Jutjats) > Mercat del Lleó > Font de la Pòlvora > Vila-Roja | Vila-Roja > Cementiri > Pujada de les Pedreres > Ramon Folch (Jutjats) > Institut Narcís Xifra > Sarrià > Sant Julià   |
| L9    | Carrer Miquel Martí i Pol (Terminal Bus) > Emili Grahit (Biblioteca Carles Rahola) > UdG Centre > UdG Montilivi                     | UdG Montilivi > UdG Centre > Emili Grahit (Biblioteca Carles Rahola) > Carrer Miquel Martí i Pol (Terminal Bus)        |
| L16   | Avinguda de França (N-2) > Pavelló > CAP > Polígon Pla d'en Xuncla > Hosital Josep Trueta > Ramon Folch (Jutjats)                   | Ramon Folch (Jutjats) > Hospital Josep Trueta > Polígon Pla d'en Xuncla > CAP > Avinguda de França (N-2)               |

## Tarifes

### Pagament

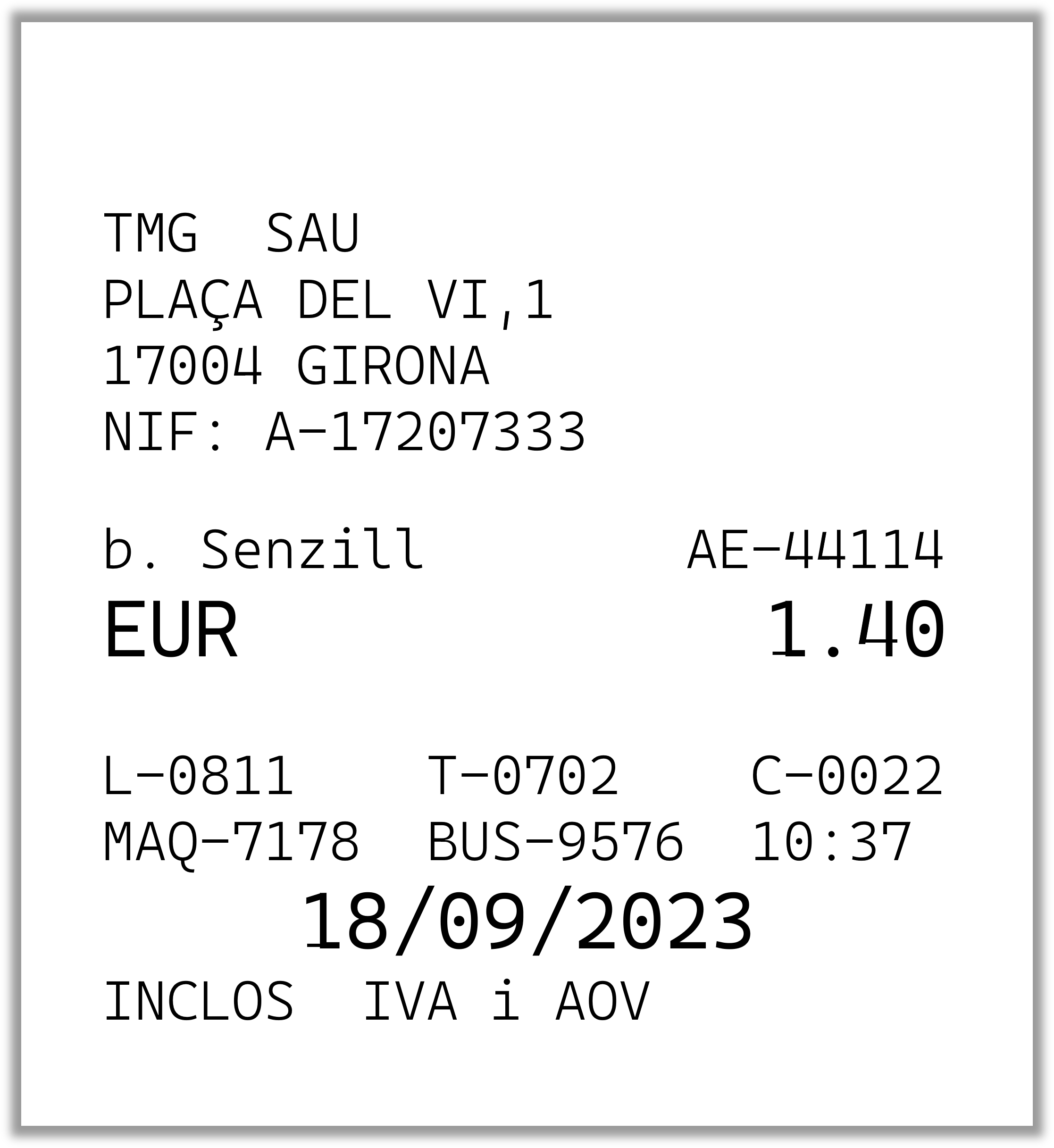
Bitllet senzill de la línia L11 de TMG SAU CAP Güell - CAP Santa Clara - CAP Montilivi - UdG Montilivi - Sant Daniel obtingut a la parada de Plaça 1 d'Octubre.

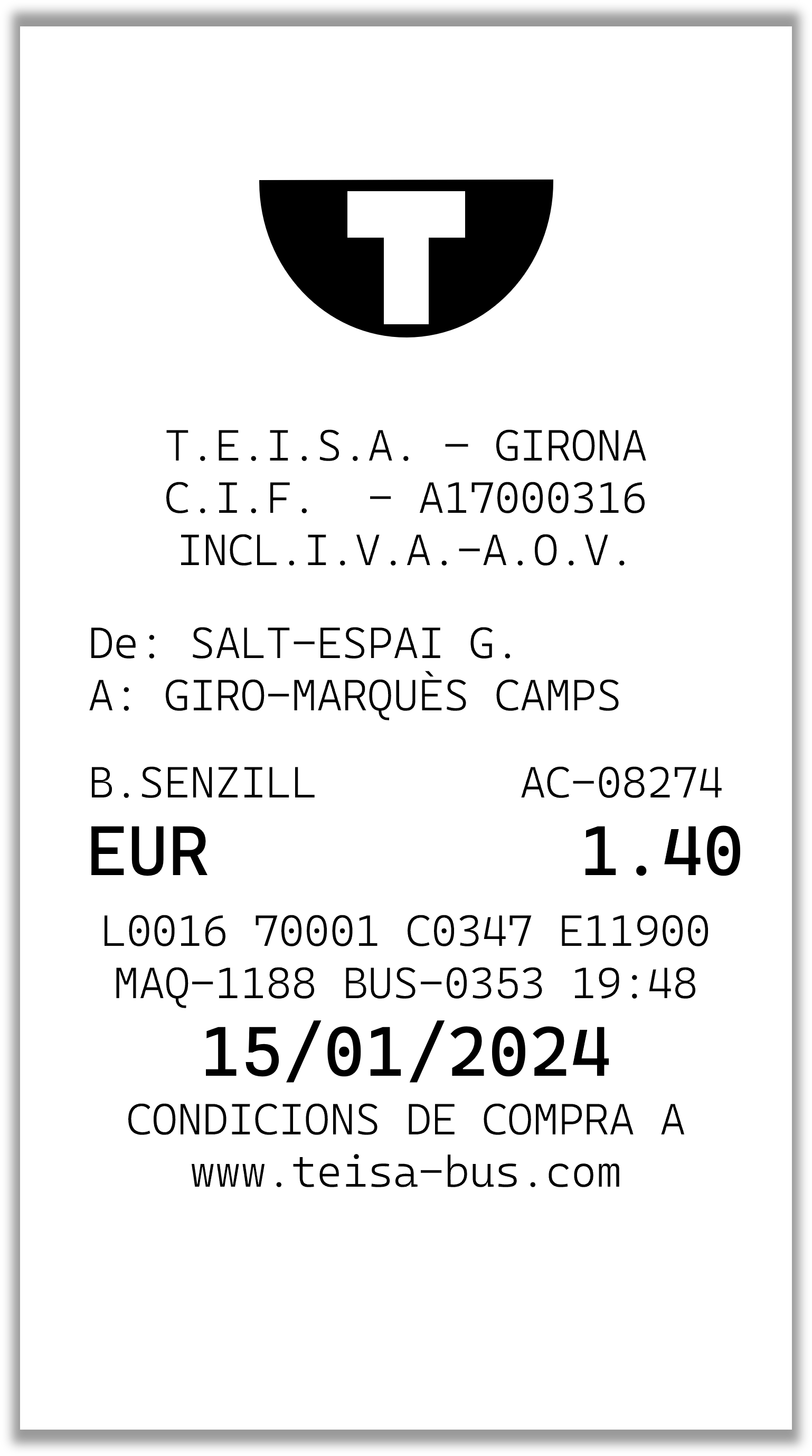
Bitllet senzill de la línia L4 de TEISA Girona (per Marquès de Camps) - Salt (per Espai Gironès) obtingut a la parada de Plaça Poeta Marquina.

En els autobusos de les línies de TMG, els bitllets es compren a l'interior de l'autobús en el moment de pujar i el pagament es pot fer exclusivament amb targetes bancàries sense contacte o amb mòbil NFC. Aquesta mesura es va aplicar el juliol del 2020 a causa de la Covid-19 per prevenir-ne el contagi, mentre que s'acabà fent permanent el desembre del 2021 en veure's millorada la velocitat i puntualitat dels autobusos perquè no s'havia de donar canvi. En els autobusos de les línies de TEISA, els bitllets també s'han de comprar a l'interior de l'autobús en el moment de pujar, però el pagament es pot fer tant com amb targetes bancàries i amb mòbil NFC tant com en efectiu.

### Preus
El preu dels viatges és d'1,40 € tant a les línies de TMG tant com a les de TEISA. De totes maneres si l'usuari disposa d'alguna de les diferents targetes que es poden utilitzar per viatjar el preu de cada viatge pot variar. A continuació hi ha una taula amb les diferents targetes, cost d'adquisició, preu de recàrrega, i preu per viatge:
| Targeta            | Cost d'Adquisició | Viatges                | Preu de Recàrrega    | Preu per Viatge  |
| ------------------ | ----------------- | ---------------------- | -------------------- | ---------------- |
| Bitllet Senzill*   | 1,40 €            | -                      | -                    | 1,40€ (1 viatge) |
| Targeta UdG**      | 57,50 €           | 380 viatges anuals     | No es pot recarregar | 0,15 €           |
| Targeta BUS 18     | Gratuïta          | 30 viatges 120 viatges | 3,25 € 10,75 €       | 0,10 € 0,08 €    |
| Targeta BUS 25     | Gratuïta          | 30 viatges 120 viatges | 6,25 € 22,75 €       | 0,20 € 0,18 €    |
| Targeta BUS 65     | Gratuïta          | 40 viatges mensuals    | No es pot recarregar | Gratuït          |
| Targeta BUS 70     | Gratuïta          | 40 viatges mensuals    | No es pot recarregar | Gratuït          |
| Targeta BUS SOCIAL | Gratuïta          | 40 viatges mensuals    | No es pot recarregar | Gratuït          |

* Tot i no ser una targeta, el bitllet s'inclou a la taula com a referència del preu estàndard d'un viatge.
** La "Targeta UdG" només es pot utilitzar en les línies gestionades per TMG.

## Viatgers
A continuació hi ha una taula amb els passatgers dividida per línies i anys elaborada amb dades de l'Ajuntament de Girona, Transports Municipals del Gironès i l'Autoritat Territorial de la Mobilitat de l'Àrea de Girona:
| Línia | 2006      | 2007      | 2008      | 2009      | 2010      | 2011      | 2012      | 2013      | 2014      | 2015      | 2016      | 2017      | 2018      | 2019      | 2020      | 2021      | 2022      | 2023      |
| ----- | --------- | --------- | --------- | --------- | --------- | --------- | --------- | --------- | --------- | --------- | --------- | --------- | --------- | --------- | --------- | --------- | --------- | --------- |
| L1    | 308.029   | 382.149   | 520.471   | 648.080   | 703.953   | 719.620   | 714.229   | 720.201   | 744.747   | 768.456   | 801.861   | 799.713   | 806.457   | 804.267   | 414.555   | 574.051   | 674.185   | 824.948   |
| L2    | 248.632   | 327.729   | 404.418   | 464.230   | 512.318   | 526.611   | 536.369   | 524.901   | 547.081   | 574.986   | 606.974   | 619.300   | 667.041   | 699.360   | 344.722   | 466.128   | 645.104   | 841.654   |
| L3    | 922.658   | 1.049.767 | 1.102.542 | 1.186.252 | 1.146.055 | 1.126.426 | 1.046.829 | 986.567   | 1.007.558 | 1.064.169 | 1.127.348 | 1.162.062 | 1.230.224 | 1.299.349 | 749.289   | 980.198   | 1.185.541 | 1.570.399 |
| L4    | 416.449   | 528.452   | 561.946   | 586.396   | 609.145   | 615.438   | 572.361   | 559.896   | 569.857   | 588.267   | 615.750   | 651.614   | 685.284   | 693.836   | 336.452   | 514.626   | 702.857   | 884.000   |
| L5    | 607.839   | 644.032   | 708.133   | 813.430   | 841.648   | 843.534   | 829.068   | 792.385   | 802.941   | 830.791   | 866.735   | 899.632   | 949.647   | 950.736   | 491.276   | 648.409   | 785.875   | 999.091   |
| L6    | 387.934   | 413.738   | 436.322   | 558.533   | 630.806   | 661.617   | 637.480   | 675.836   | 698.185   | 710.260   | 738.682   | 772.239   | 799.484   | 786.936   | 456.221   | 619.987   | 727.759   | N/D       |
| L7    | 47.743    | 66.549    | 93.298    | 150.724   | 196.232   | 206.539   | 204.273   | 206.319   | 218.165   | 223.608   | 234.659   | 238.207   | 242.445   | 241.938   | 119.103   | 154.552   | 192.062   | 253.422   |
| L8    | 166.488   | 140.052   | 126.446   | 123.823   | 139.790   | 171.269   | 183.816   | 196.363   | 195.425   | 210.674   | 212.398   | 218.011   | 229.159   | 217.269   | 80.387    | 106.852   | 159.711   | 204.835   |
| L9    | -         | -         | -         | -         | -         | -         | -         | -         | -         | -         | -         | -         | 20.226    | 82.058    | 53.863    | 73.446    | 108.750   | 145.190   |
| L10   | 21.053    | 52.852    | 68.613    | 78.369    | 81.678    | 83.027    | 81.197    | 77.840    | 82.383    | 88.192    | 92.674    | 95.518    | 97.221    | 102.490   | 64.527    | 85.032    | 94.346    | 115.412   |
| L11   | 70.949    | 148.599   | 244.675   | 317.160   | 353.028   | 353.037   | 345.271   | 344.742   | 355.322   | 360.750   | 358.904   | 336.418   | 349.100   | 329.045   | 139.778   | 211.566   | 325.271   | 431.498   |
| L12   | -         | -         | -         | -         | -         | -         | -         | -         | -         | -         | -         | -         | -         | -         | 3.802     | 9.689     | 13.405    | 17.105    |
| L16   | -         | -         | -         | -         | -         | -         | -         | -         | -         | -         | -         | -         | -         | -         | -         | -         | -         | N/D       |
| Total | 3.197.774 | 3.753.919 | 4.266.864 | 4.926.997 | 5.245.464 | 5.307.118 | 5.150.893 | 5.085.050 | 5.221.664 | 5.420.153 | 5.655.985 | 5.792.714 | 6.056.062 | 6.125.226 | 3.200.112 | 4.371.090 | 5.506.113 | 6.287.554 |